# Anne Sicard
Pour les articles homonymes, voir Sicard.
Anne Sicard, née le 15 juin 1967 à Strasbourg, est une femme politique française.
Soutenue par le Rassemblement national, elle est élue député de la 1re circonscription du Val-d'Oise en 2024. Elle est membre d'Identité-Libertés de Marion Maréchal.

## Biographie
Anne Sicard naît le 15 juin 1967 à Strasbourg.
Elle est professeure d’histoire-géographie.
Elle milite au Front national dans les années 1990, mais quitte le parti en 1998 lors de la scission mégrétiste. Elle est candidate pour le MNR aux élections législatives de 2002 dans la septième circonscription de Paris. Elle obtient moins d’1% des voix. 
Elle est chargée des formations puis responsable du fonds de dotation de l'Institut Iliade, qui promeut la pensée de l’idéologue d’extrême droite Dominique Venner et contribue à la formation de militants identitaires,,,. Elle s'engage à Reconquête lors du lancement de la campagne présidentielle d'Eric Zemmour en 2021. Elle est candidate sous l'étiquette Reconquête aux élections législatives de 2022 dans la 8e circoncription des Yvelines, où elle obtient 3,50 % des voix.
Cheffe de cabinet de Marion Maréchal lors des élections européennes de 2024, elle quitte le parti après ces élections, tout comme plusieurs parlementaires nouvellement élus qui prônaient une union des droites sans concertation avec Éric Zemmour.
Soutenue par le Rassemblement national, elle se présente aux élections législatives de 2024 dans la première circonscription du Val-d'Oise. Elle est élue à l'issue d'une triangulaire en bénéficiant du maintien au second tour de la députée sortante Renaissance, Émilie Chandler, arrivée troisième au premier tour. En octobre 2024, Anne Sicard rejoint le parti d'extrême droite fondé par Marion Maréchal, Identité-Libertés (IDL). Elle siège comme députée « apparentée RN » après le refus du groupe UDR d'Eric Ciotti de lui permettre de rejoindre le groupe.
En dehors de son engagement politique, elle a tourné comme actrice dans quatre films de la réalisatrice indépendante Cheyenne Carron : Jeunesse aux cœurs ardents (2018), Je m'abandonne à toi (2023) Que notre joie demeure (2024), et L'Agneau (2025). Elle fait partie des actrices fétiches de la réalisatrice. Toutes deux cessent leur collaboration après l'entrée en politique de cette dernière.

## Élections législatives
| Année | Parti | Parti              | Circonscription    | 1er tour | 1er tour | 1er tour | 2e tour | 2e tour | 2e tour  |
| Année | Parti | Parti              | Circonscription    | Voix     | %        | Rang     | Voix    | %       | Issue    |
| ----- | ----- | ------------------ | ------------------ | -------- | -------- | -------- | ------- | ------- | -------- |
| 2002  |       | MNR                | 7e de Paris        | 187      | 0,48     | 14e      |         |         | Éliminée |
| 2022  |       | REC                | 8e des Yvelines    | 1 055    | 3,50     | 5e       |         |         | Éliminée |
| 2024  |       | ex-REC (nuance RN) | 1ère du Val-d'Oise | 18 823   | 33,65    | 1re      | 21 025  | 37,51   | Élue     |

## Filmographie
- 2018 : Jeunesse aux cœurs ardents de Cheyenne Carron : L'amie des Tensolli
- 2023 : Je m'abandonne à toi de Cheyenne Carron : La mère de Paul
- 2024 : Que notre joie demeure de Cheyenne Carron : Une paroissienne
- 2025 : L'Agneau de Cheyenne Carron : Une invitée au repas de mariage (caméo)